# Kurt Böhme
Pour les articles homonymes, voir Böhme.
Ne doit pas être confondu avec Kurt Böhmer.
Kurt Böhme (né le 5 mai 1908 à Dresde - mort le 20 décembre 1989 à Munich) était un chanteur d'opéra allemand (basse).

## Biographie
Il fit ses études au conservatoire de Dresde avec le Dr Kluge, et débuta en 1930 à Bautzen dans l'un de ses futurs rôles de prédilection : Kaspar dans Der Freischütz. De 1930 à 1950, il fut membre de l'opéra de Dresde, puis de 1949 à 1967 membre de l'opéra d'État de Bavière et en 1955 de l'opéra d'État de Vienne. À son zénith durant les années 1950 et 1960, il était demandé dans le monde entier : Royal Opera House de Covent Garden à partir de 1936, Salzbourg de 1941 à 1959, Vienne à partir de 1943, le Metropolitan Opera de New York à partir de 1954. 
Son répertoire comprend surtout les rôles mozartiens (Osmin, Sarastro), straussiens (Baron Ochs, Morosus) ou wagnériens (Fafner, Pogner, Henri l'Oiseleur) que le Festival de Bayreuth lui offrit de 1952 à 1967. Il alternait avec un grand talent d'acteur les rôles de basse-bouffe (le Baron Ochs dans Le Chevalier à la rose) et ceux de méchant (Kaspar en 1954 avec Wilhelm Furtwängler et en 1959 avec Eugen Jochum, Fafner dans L'Anneau du Nibelung en 1958 et 1964 avec Georg Solti). Il a participé aux créations mondiales d'Arabella de Richard Strauss (rôle de Dominik) à Dresde en 1933, sous la direction de Clemens Krauss, de Pénélope de Rolf Liebermann (rôle de Odysseus) en 1954 et de Irische Legende de Werner Egk (rôle de Aleel), dirigé par George Szell en 1955, toutes deux au Festival de Salzbourg.
D'une voix d'une ampleur peu commune, le chanteur a laissé une abondante discographie ; la raison pour laquelle Gottlob Frick, avec qui il avait tant en commun, l'ait durablement éclipsé, reste à ce jour énigmatique.